# Ctenota brunnea
Ctenota brunnea är en tvåvingeart som beskrevs av Oskar Theodor 1980. Ctenota brunnea ingår i släktet Ctenota och familjen rovflugor.
Artens utbredningsområde är Israel. Inga underarter finns listade i Catalogue of Life.